# Arctornis trasiana
Arctornis trasiana är en fjärilsart som beskrevs av Collenette 1933. Arctornis trasiana ingår i släktet Arctornis och familjen tofsspinnare. Inga underarter finns listade i Catalogue of Life.